# Gemensamma Distriktet
Gemensamma Distriktet, GD, fungerar som en "virtuell kommun". Alla som är skattskyldiga i Sverige, men bosatta utomlands, behandlas skattemässigt som bosatta i Gemensamma Distriktet, och betalar kommununalskatt där. Distriktet är ur skattesynpunkt en kommun i Stockholms län och skattesatsen är 25%.